# Ypsilonia cuspidata
Ypsilonia cuspidata är en svampart som beskrevs av Lév. 1846. Ypsilonia cuspidata ingår i släktet Ypsilonia, klassen Sordariomycetes, divisionen sporsäcksvampar och riket svampar.   Inga underarter finns listade i Catalogue of Life.